# Teatro di posa
Un teatro di posa è un edificio o ambiente predisposto e destinato alla messa in scena e alle riprese di un film o di un programma televisivo. Quando è predisposto e destinato in particolare alla messa in scena e alle riprese di un film, è anche chiamato studio di produzione cinematografica, studio cinematografico o studios; quando invece è predisposto o destinato in particolare alla messa in scena e alle riprese di un programma televisivo, il teatro di posa è più frequentemente chiamato studio televisivo.

## Nel mondo

### Italia
In Italia il più grande complesso di teatri di posa è Cinecittà, situato a Roma, i cui 22 teatri di posa sono utilizzati sia per produzioni cinematografiche che televisive; è anche il più grande complesso di teatri di posa appartenenti a una stessa società in Europa, la Cinecittà Luce. Tra di essi vi è il teatro di posa più grande d'Europa, il Teatro 5, anche detto teatro Fellini, perché era il preferito del regista che vi fece ricostruire interi quartieri nonché una stazione ferroviaria con il passaggio di un treno a vapore; il teatro misura 40 per 80 metri (3.200 m²). Negli anni cinquanta e sessanta Cinecittà ebbe un boom economico straordinario fino a diventare un punto di riferimento per l'industria cinematografica mondiale. La stessa industria cinematografica statunitense utilizzò in quegli anni Cinecittà per numerosissimi film, tanto che Cinecittà fu soprannominata "la Hollywood sul Tevere".
Anche RAI e Mediaset, i principali operatori televisivi generalisti d'Italia, hanno grandi complessi di teatri di posa destinati alla produzione televisiva. A Roma si trova il più celebre teatro di posa della RAI, il Teatro delle Vittorie (1.000 m²), dove la RAI ha realizzato i più importanti programmi televisivi. Centro Europa 7, l'editore di Europa 7, possiede a Roma un complesso di teatri di posa di eccellenza e rilievo internazionale, Voxson, realizzato in seguito all'aggiudicazione di una licenza nazionale per la televisione analogica terrestre e mai utilizzato a tale fine a causa di annose vicende burocratiche. I teatri di posa Voxson sono cinque. Il più grande misura 1.600 m².

### Stati Uniti d'America
La più grande concentrazione di teatri di posa si trova negli Stati Uniti, a Hollywood. Gli Stati Uniti d'America sono anche il paese in cui l'industria cinematografica produce il volume d'affari più elevato del mondo.

### India
Anche a Bombay in India c'è una grande concentrazione di teatri di posa per la produzione di film e il successo dell'industria cinematografica indiana è stato tale da essere rinominata Bollywood. Lo studio più grande del mondo è quello della Ramoji Film City con i suoi 1.666 ettari